# Entephria clarior
Entephria clarior är en fjärilsart som beskrevs av Butler 1938. Entephria clarior ingår i släktet Entephria och familjen mätare. Inga underarter finns listade i Catalogue of Life.